# Antoine Crozat
Antoine Crozat, markis du Châtel, född omkring 1655, död 7 juni 1738, var en fransk finansman. Han var bror till Pierre Crozat.
Crozat förvärvade genom bank- och rederiaffärer en stor förmögenhet, grundade den franska kolonin Louisiana i Nordamerika, för vilken han 1712 erhöll fribrev, och lät även för egna kostnader anlägga Crozatkanalen.